# Spannschloss

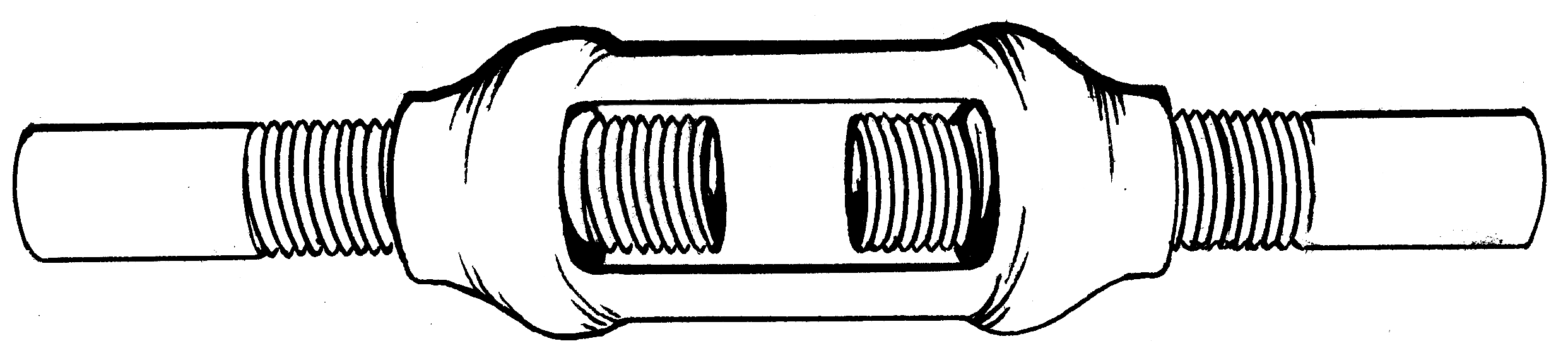
Spannschloss mit Doppelmutter, die auf zwei gegenläufige Gewinde geschraubt wird

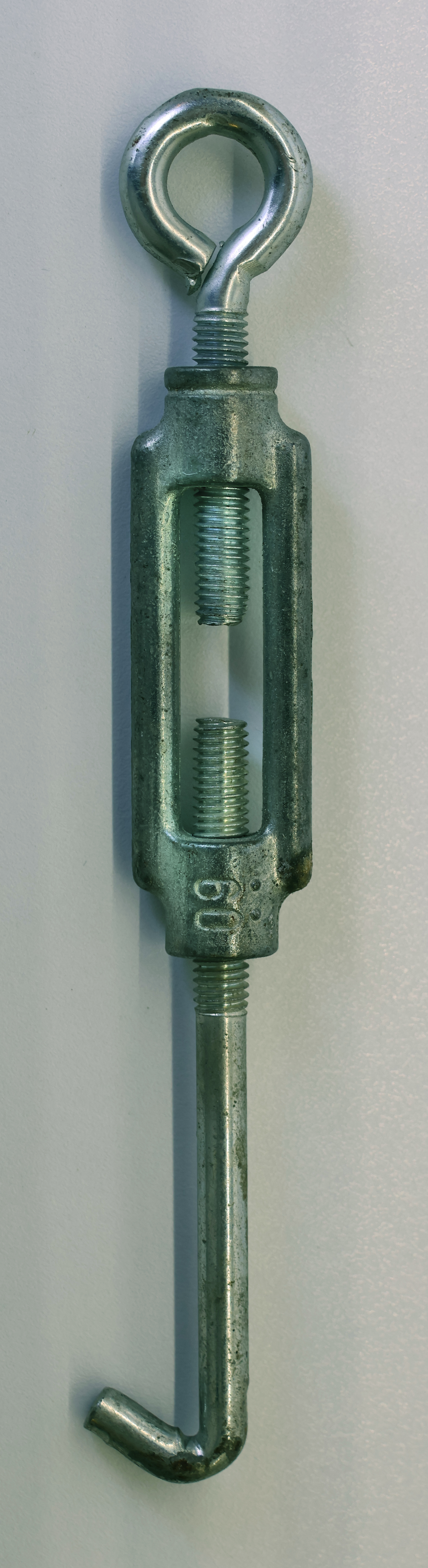
Spannschloss mit Öse und Haken

Ein Spannschloss ist eine einfache mechanische Vorrichtung, mit der eine Zugkraft aufgebracht und bei Bedarf dauerhaft gehalten werden kann.
Spannschlösser können auf verschiedene Weise ausgeführt werden.
Eine typische Bauform verwendet zwei gegenläufige Gewinde. Spannschlösser mit Gewinde sind universell einsetzbar. Zugkraft sowie Zugstrecke können über das Gewinde gut justiert werden. Es gibt zwei Ausführungsarten:
- Eine Gewindespindel trägt hälftig ein Rechts- und hälftig ein Linksgewinde. In der Mitte der Gewindestange gibt es die Möglichkeit zum Ansetzen eines Werkzeugs oder Betätigungshebels. Beide Enden der Gewindestange werden in passende Gewindehülsen eingeführt, die auf verschiedene Weise mit den zu verspannenden Objekten verbunden sein können. Durch Drehen der Gewindestange schraubt sich diese zugleich in beide Gewindehülsen und zieht sie zueinander.
- Eine Spannschraube mit Links- und eine weitere mit Rechtsgewinde werden in ein Verbindungselement mit beidseitigen (gegenläufigen) Innengewinden eingeschraubt.

Die Schraubenköpfe sind häufig als Haken oder Öse ausgebildet. Durch Drehung des Verbindungselements wird eine Zugkraft zwischen den mit dem Spannschloss verbundenen Bauteilen erzeugt, ohne dass sich die angeschlossenen Bauteile mitdrehen.
Ein offenes Verbindungselement kann mit einer Zange oder durch Einstecken eines Stabes betätigt werden. Rohrförmige Verbindungselemente besitzen Querlöcher oder abgeflachte Seiten zum Ansetzen eines Maulschlüssels.
Wird nur ein einzelner Spannhaken verwendet oder werden Links- und Rechtsgewinde nicht gleichzeitig betätigt, so kann ein Wirbel eingesetzt werden, um eine Drehung der Spannschraube zu ermöglichen und ein angeschlossenes Seil oder Draht nicht zu verwinden.

## Verwendungszwecke
Häufig werden Spannschlösser und -schrauben dazu verwendet, um Seile oder Drähte straff zu spannen, z. B. beim Aufstellen eines Maschendrahtzauns.
Zugstabsysteme von Hängebrücken oder abgehängten Decken können durch Spannschlösser justiert werden.
Spannelemente erlauben das Verspannen von Ketten bei der Ladungssicherung im Transportwesen (Zurren, Laschen) oft mithilfe einer eingebauten Ratsche, an die ein Stahlrohr-Hebel gesteckt wird.
Auf Segelyachten werden Spannschrauben zur Spannung der Stahlseile einer Reling benutzt. Spannschlösser (als Wantenspanner bezeichnet) werden verwendet, um die Spannung von Wanten und Stagen einzustellen.
Spannschrauben an Maschinen können zur Einstellung eines Spiels, eines Arbeitshubs oder einer Federkraft verwendet werden. Sie sind dazu oft mit Kontermutter versehen.
Bei Konstruktionen mit mehreren Seilen oder Zugstangen kann mit Spannschlössern die Zugkraft der einzelnen Verspannungen im Verhältnis zueinander eingestellt.
Im Stahlbau werden Justierschrauben verwendet, um Bauelemente zueinander in Position zu justieren. Dazu werden die Justierelemente provisorisch an die zu verschiebenden Bauteile angeschweißt. Die Bauteile können dann durch Auseinander- oder Zusammenschrauben positioniert werden. Nach der Lagefixierung können die Spannschrauben wieder entfernt werden.
Auch im Möbelbau werden zum Verbinden von zwei Teilen eines Kastens oder einer Arbeitsplatte Spannschrauben verwendet.
Kupplungen von Eisenbahnwaggons enthalten groß dimensionierte Spannschrauben (oft mit fest montiertem Betätigungshebel, siehe Bild).
Einzelheiten zu Abmessungen und Belastbarkeit finden sich in mehreren Normen, darunter DIN 1478.

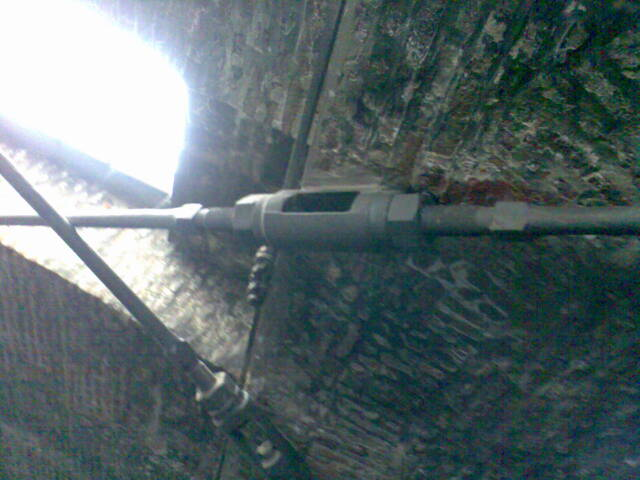
Spannschloss, Kontermuttern und Gewindestangen in einem Malakowturm
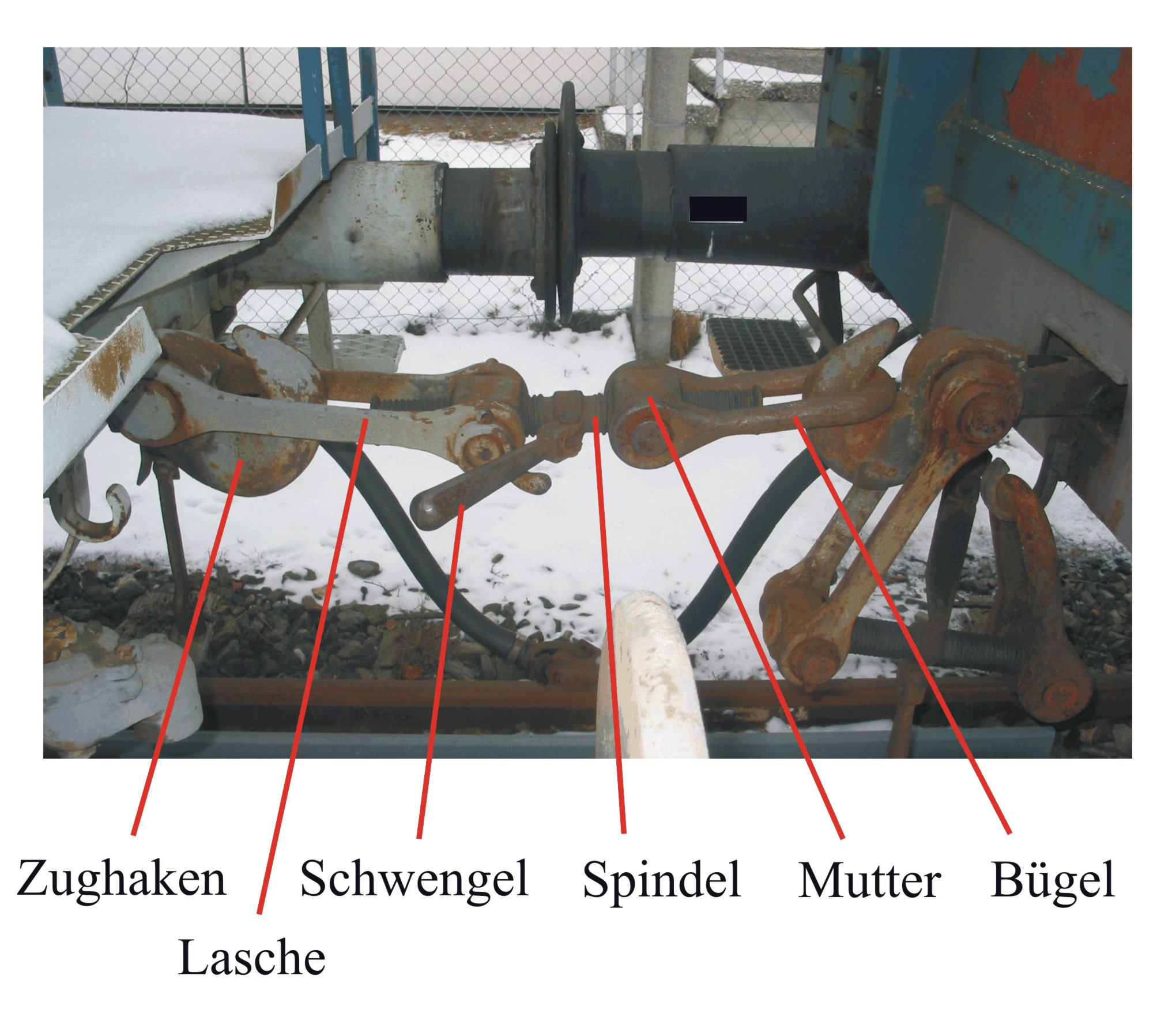
Schraubenkupplung von Eisenbahnwagen – auf der zentralen Spindel befindet sich jeweils hälftig ein Links- und ein Rechtsgewinde
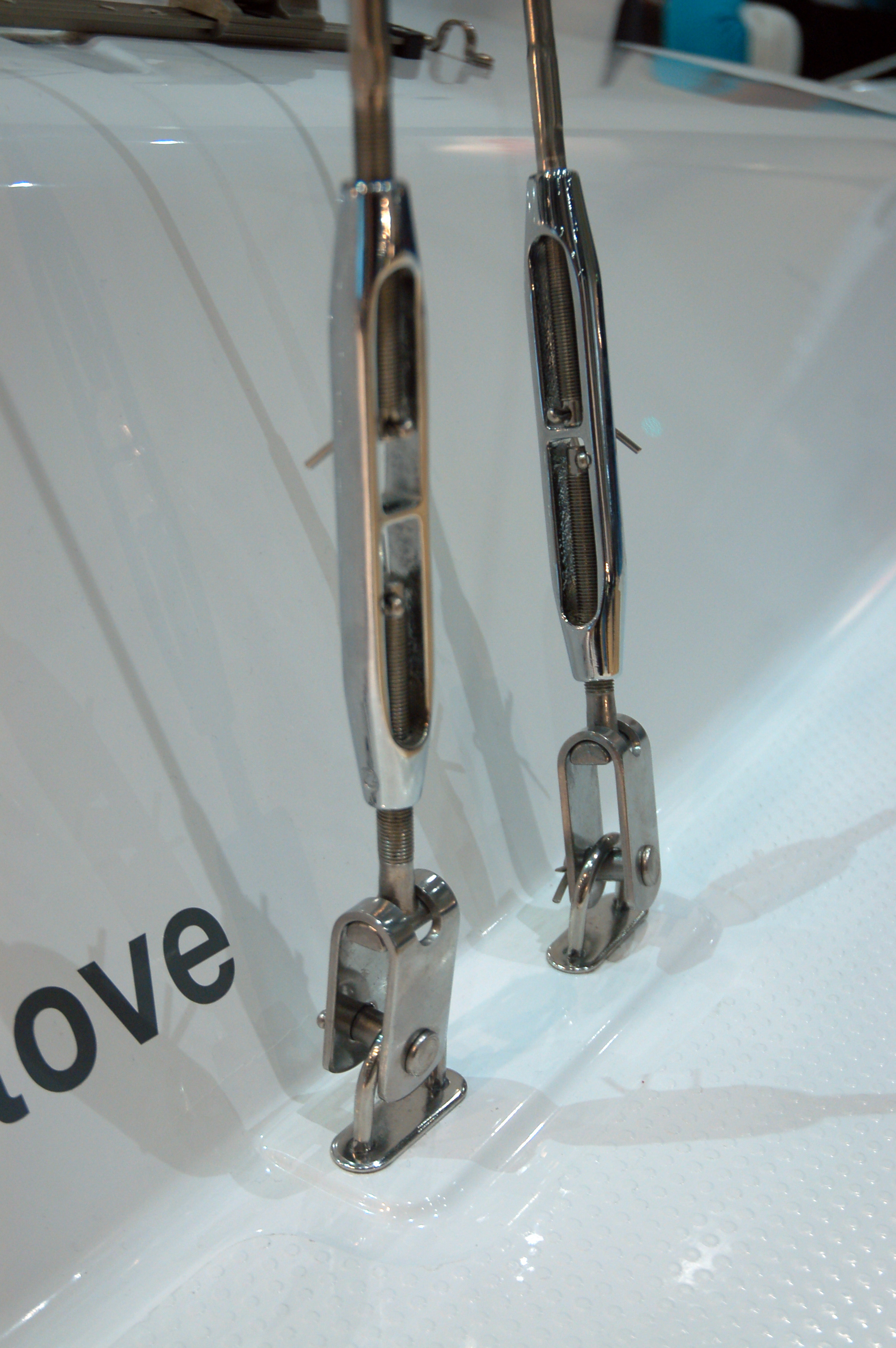
Wantenspanner als Teil der Takelage eines Segelboots
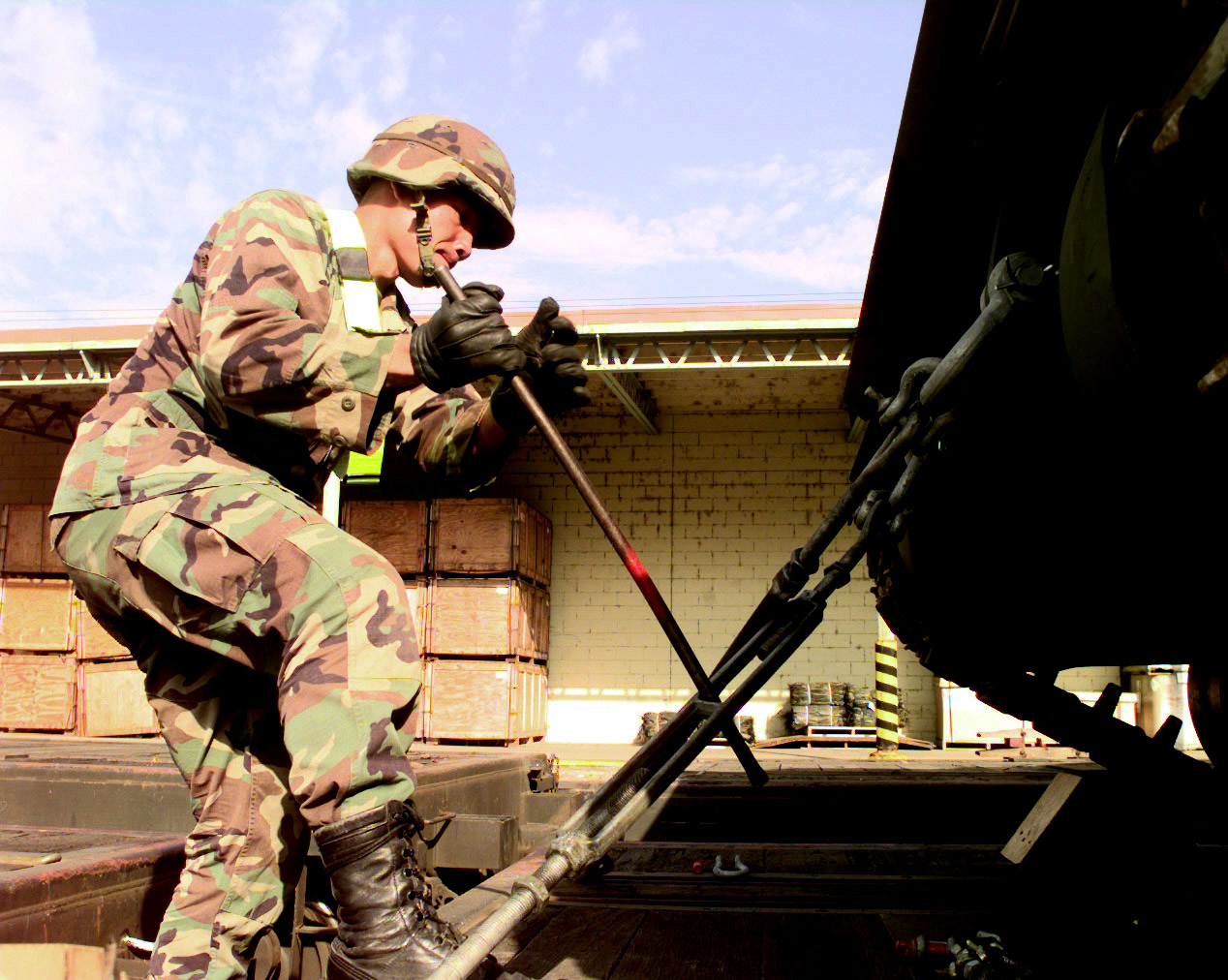
Spannen eines Spannschlosses
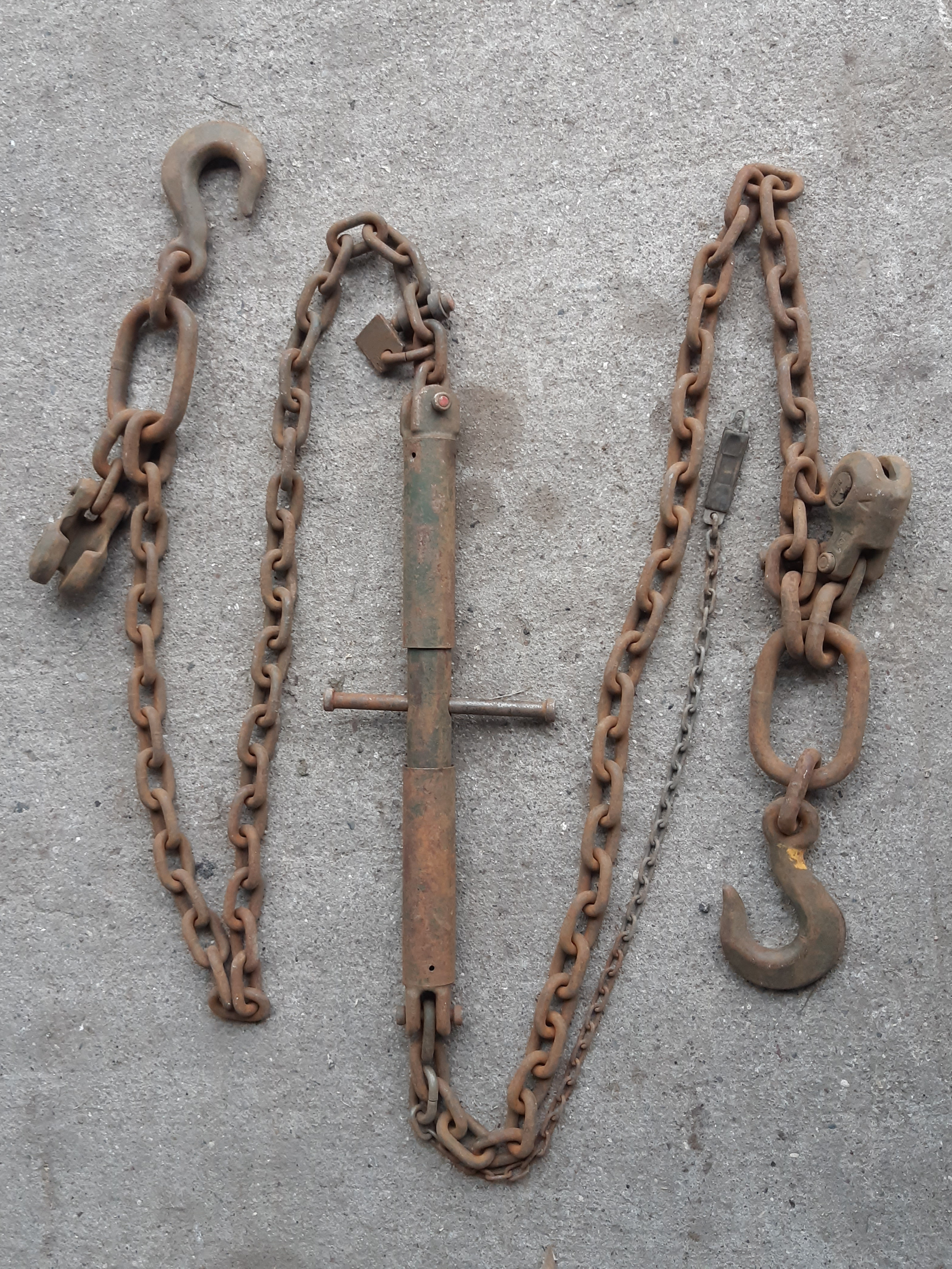
Eine Zurrkette mit Spannschloss